# Rolf Heydel
Rolf Otto Heydel (* 22. September 1918 in Hamburg; † 3. Dezember 2010 in Mill Valley, Kalifornien) war ein deutschamerikanischer Schauspieler und Synchronsprecher.

## Leben
Heydel war als Theaterschauspieler an verschiedenen Berliner Bühnen tätig. Seit 1939 arbeitete er auch als Filmschauspieler. Er spielte während des Zweiten Weltkrieges neben Filmgrößen dieser Zeit wie Zarah Leander in Das Lied der Wüste, Heinz Rühmann in Wunschkonzert und Marika Rökk in Frauen sind doch bessere Diplomaten. Nach Kriegsende trat Heydel sowohl in der Bundesrepublik als auch in der DDR in Filmproduktionen auf. Für die DEFA spielte er in Wolfgang Schleifs Komödie Saure Wochen – frohe Feste, im Westen unter der Regie von Helmut Käutner im Krimidrama Epilog oder Das Ende der Orplid, als Kriminalkommissar „Bludau“ in Thriller Die Spur führt nach Berlin sowie in der Kriminalkomödie Knall und Fall als Detektive.
Als Synchronsprecher lieh er seine Stimme unter anderem Jack Beutel in Die Rose von Cimarron, Rory Calhoun in Zweikampf am Red River, Jon Hall in Fluch der Tempelgötter, Ben Johnson in Panik um King Kong, Glenn Miller in Adoptiertes Glück und Robert Ryan in Der Schrecken von Texas.
Mitte der 1950er Jahre zog sich Heydel aus dem Film- und Synchrongeschäft zurück. Später wanderte er in die USA aus, wo er 2010 im Alter von 92 Jahren in Kalifornien starb. Zum Zeitpunkt seines Todes wurde er von seiner Ehefrau Heidi, einem Sohn und drei Töchtern, sechs Enkeln, sieben Urenkeln und drei Ururenkeln überlebt.

## Filmografie (Auswahl)
- 1939: Das Lied der Wüste
- 1939/41: Frauen sind doch bessere Diplomaten
- 1940: Wunschkonzert
- 1950: Epilog – Das Geheimnis der Orplid
- 1950: Saure Wochen – frohe Feste
- 1952: Die Spur führt nach Berlin
- 1953: Knall und Fall als Detektive

## Hörspiele (Auswahl)
- 1948: Undine, Berliner Rundfunk
- 1952: Der glühende Robert, NWDR
- 1953: Schneewittchen und die Schönheitskönigin, NWDR